# Instituto Filosofia e Teologia Dom Jaime Garcia Goulart
Das Instituto Filosofia e Teologia Dom Jaime Garcia Goulart (deutsch Institut Philosophie und Theologie Dom Jaime Garcia Goulart) ISFIT ist eine Hochschule in der osttimoresischen Landeshauptstadt Dili. Träger ist das Erzbistum Dili und die beiden Bistümer Baucau und Maliana. Die Schule ist nach dem ehemaligen apostolischen Administrator Jaime Garcia Goulart benannt. Es befindet sich im Stadtteil Fatumeta (Aldeia Niken, Suco Bairro Pite) der Landeshauptstadt Dili. Leiter ist seit 2021 Pater Justino Tanec. Er löste Pater Domingoa Alves ab.

## Geschichte
Das ISFIT entstand neben dem Priesterseminar Peter und Paul, in dessen Tradition es sich sieht. An dem Seminar studierten die angehenden Priester neben Theologie auch Philosophie. 2013 entschied die Timoresische Bischofskonferenz (CET) auch Laien ein Studium in diesen Disziplinen an zwei Fakultäten zu ermöglichen.

## Dozenten
- Armindo Moniz Amaral, Dozent für Rechtsphilosophie